# Kopis (geslacht)
Kopis is een geslacht van rechtvleugeligen uit de familie sabelsprinkhanen (Tettigoniidae). De wetenschappelijke naam van dit geslacht is voor het eerst geldig gepubliceerd in 1960 door Max Beier.

## Soorten
Het geslacht Kopis  is monotypisch en omvat slechts de volgende soort:
- Kopis brasiliensis (Beier, 1960)